# Pero albiorbis
Pero albiorbis là một loài bướm đêm trong họ Geometridae.